# Mitla

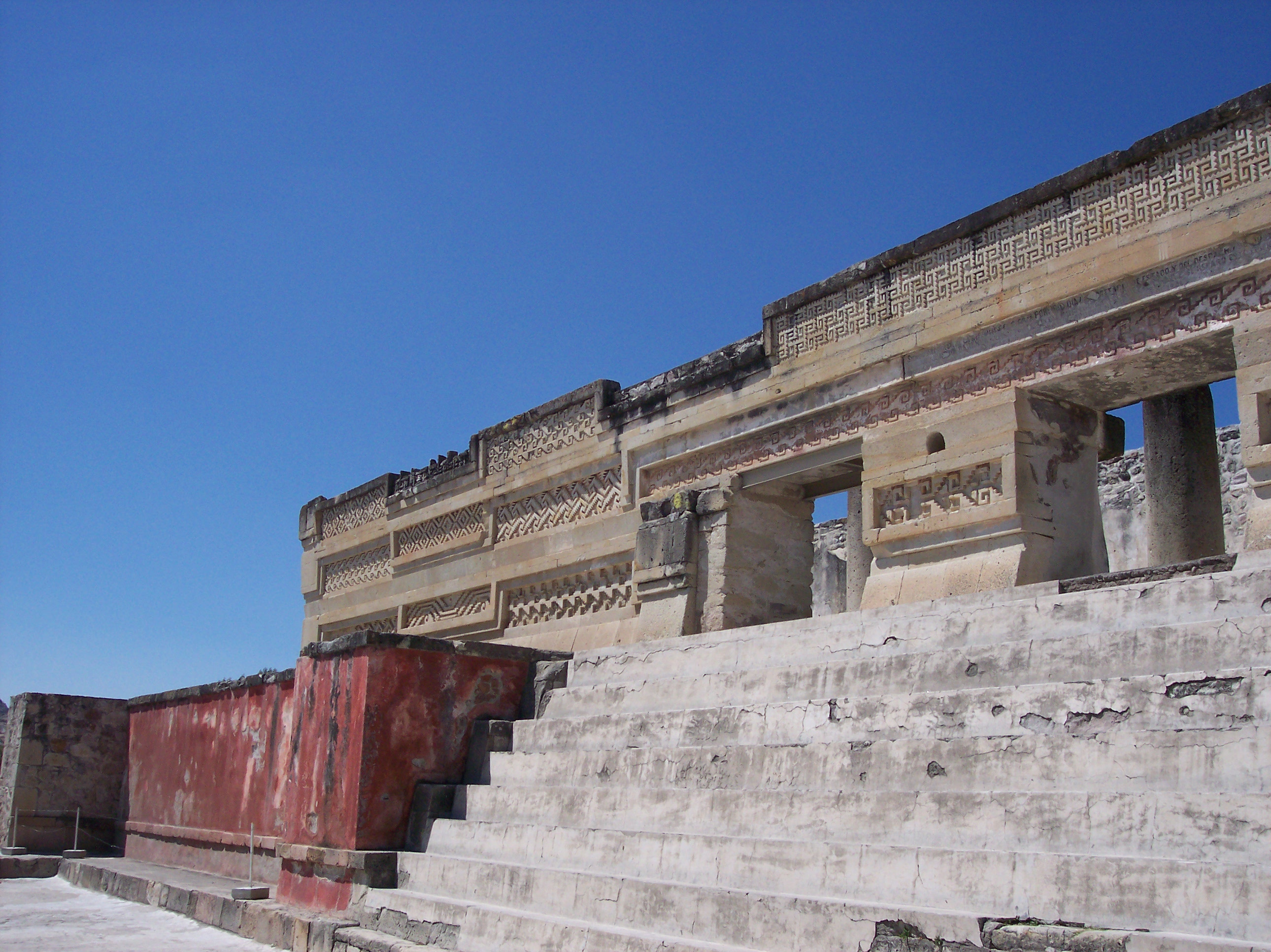
Façade de l'Édifice des Colonnes.

Mitla était une cité précolombienne du Mexique occupée par les Zapotèques et par les Mixtèques dans l'actuel État d'Oaxaca, à 40 km au sud-est de la ville moderne d'Oaxaca. Son nom lui vient de « Mictlan », qui signifie « lieu des morts » en nahuatl. Les Zapotèques l'appelaient « Lyobaa », ce qui signifie « Lieu du repos ». Le site est connu depuis sa description par le père Francisco de Burgoa au XVIIe siècle.

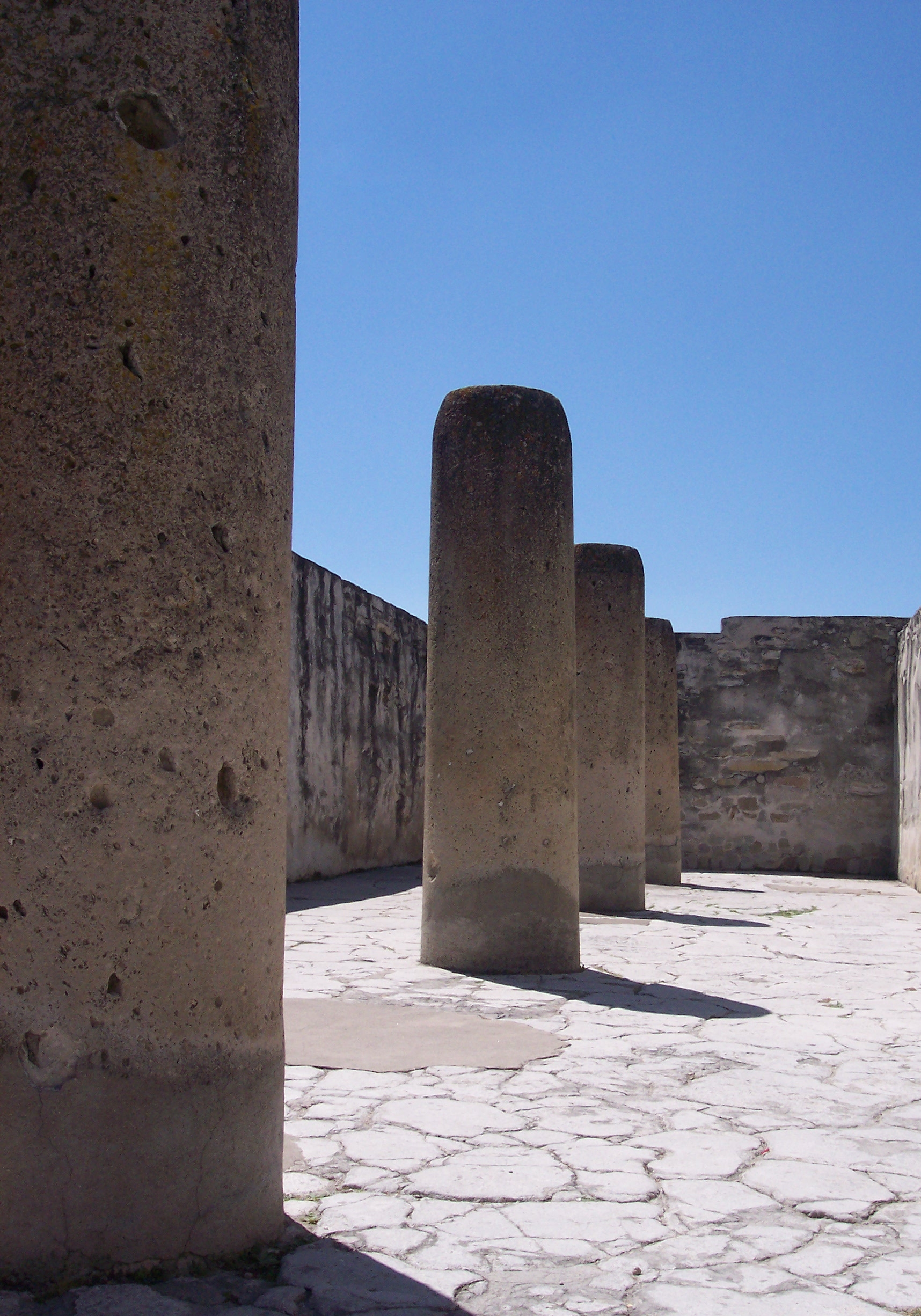
Les colonnes monolithiques.

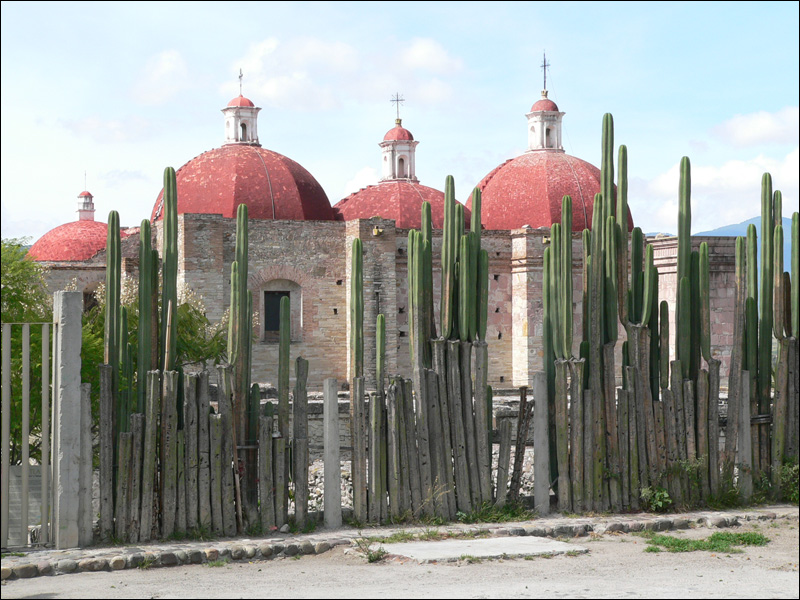
Groupe de l'Église.

Le site, relativement petit, est orienté nord-sud. Il est composé de cinq groupes architecturaux : le Groupe des Colonnes, le Groupe de l'Église ou de la cure, le Groupe de l'Adobe, le Groupe de l'Arroyo et le Groupe du sud. Le plus connu est le Groupe des Colonnes. Il doit son nom aux six colonnes monolithiques qui supportaient jadis le toit de l'Édifice des Colonnes. Ce bâtiment donne accès au « patio des grecques », entouré de quatre salles longues et étroites (2,50 m) qui doit son nom à la superbe décoration en grecques qui a rendu le site célèbre. Deux autres quadrilatères complètent l'ensemble. 
Son architecture est caractérisée par des frises géométriques constituées de pierres façonnées et assemblées avec une grande précision (près de 100 000 pour le seul Patio des Grecques). Le tuf volcanique local était particulièrement approprié à ce travail minutieux. Selon certains, ces mosaïques pourraient symboliser l'image du Serpent à Plumes. D'autres sont plutôt d'avis que ces motifs identifieraient des lignages. Un travail de restauration a débuté il y a quelques années. Depuis un accès sous terre, on peut voir dans le deuxième quadrilatère deux tombes, dont l'une abrite la « colonne de la vie ». La légende voudrait qu'en l'enserrant de ses bras, on puisse savoir combien d'années il nous reste à vivre.
Au Nord se trouve le Groupe de l'Église ou de la Cure, qui doit son nom à une église d'époque coloniale. Très semblable au Groupe des Colonnes, il est en moins bon état de conservation. Il y subsiste des peintures dont le style rappelle celui des codex mixtèques. Une clôture de cactus cierge sépare l'Église des ruines de Mitla. Un marché artisanal tenu par des locaux a lieu chaque jour.